# Giuseppe Abriani
Giuseppe Abriani (1770 ca. – XIX secolo) è stato un rivoluzionario italiano.

## Biografia
Esercitò il mestiere di avvocato a Rovereto dal 1798 al 1806. Nel 1793 fondò, con altri studenti trentini iscritti all'Università di Innsbruck, il Club giacobino. L'associazione, che si ispirava alle idee della rivoluzione francese, ambiva alla creazione di una Repubblica italiana, democratica e unitaria, che avrebbe compreso anche il Trentino, allora Tirolo italiano.